# Mihail Kogălniceanu (Ialomiţa)
Pour l’article homonyme, voir Mihail Kogălniceanu.
Mihail Kogălniceanu est une commune du județ de Ialomița en Roumanie.